# St. Kilian (Fladungen)

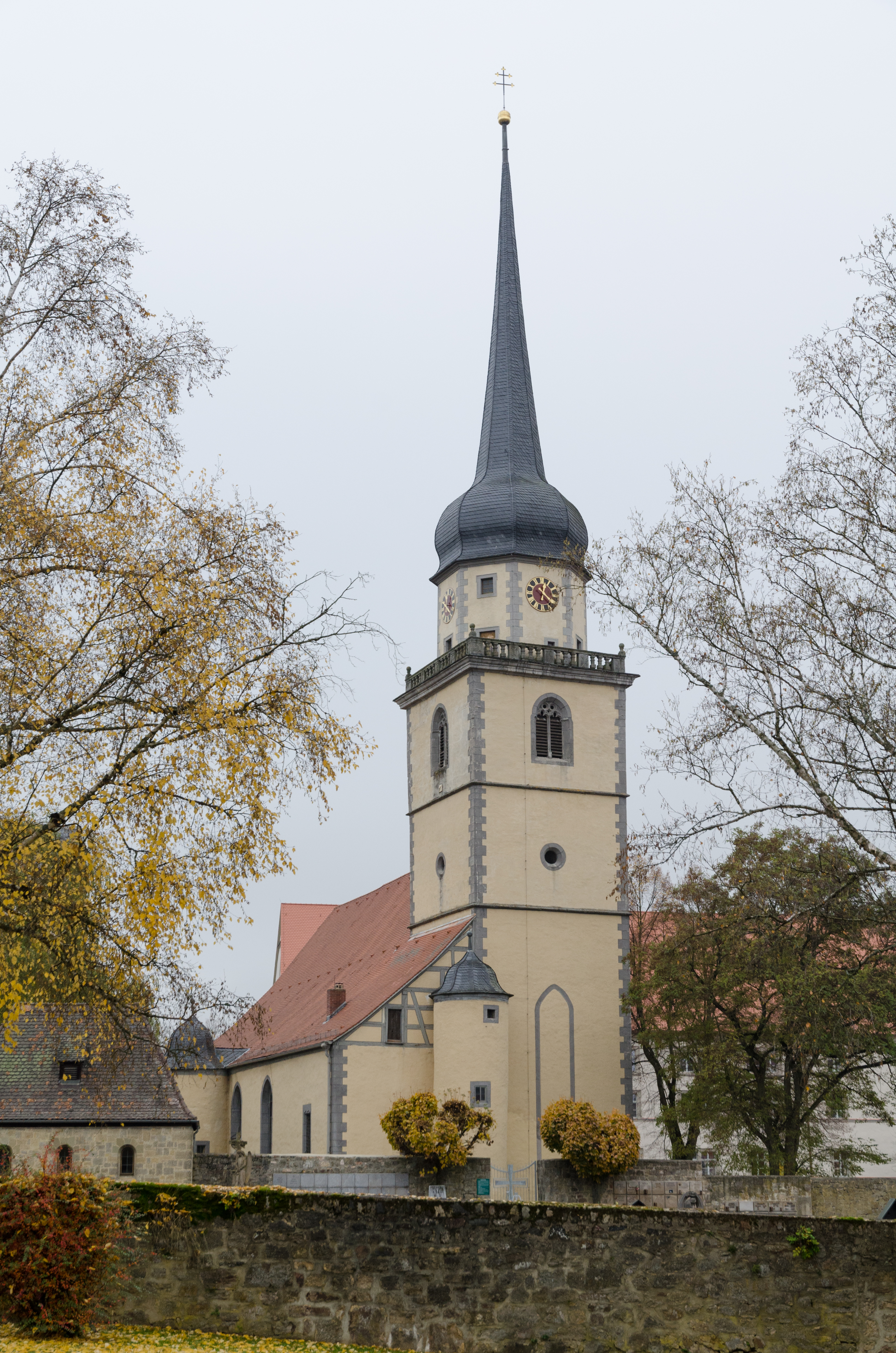
Die Kirche St. Kilian in Fladungen

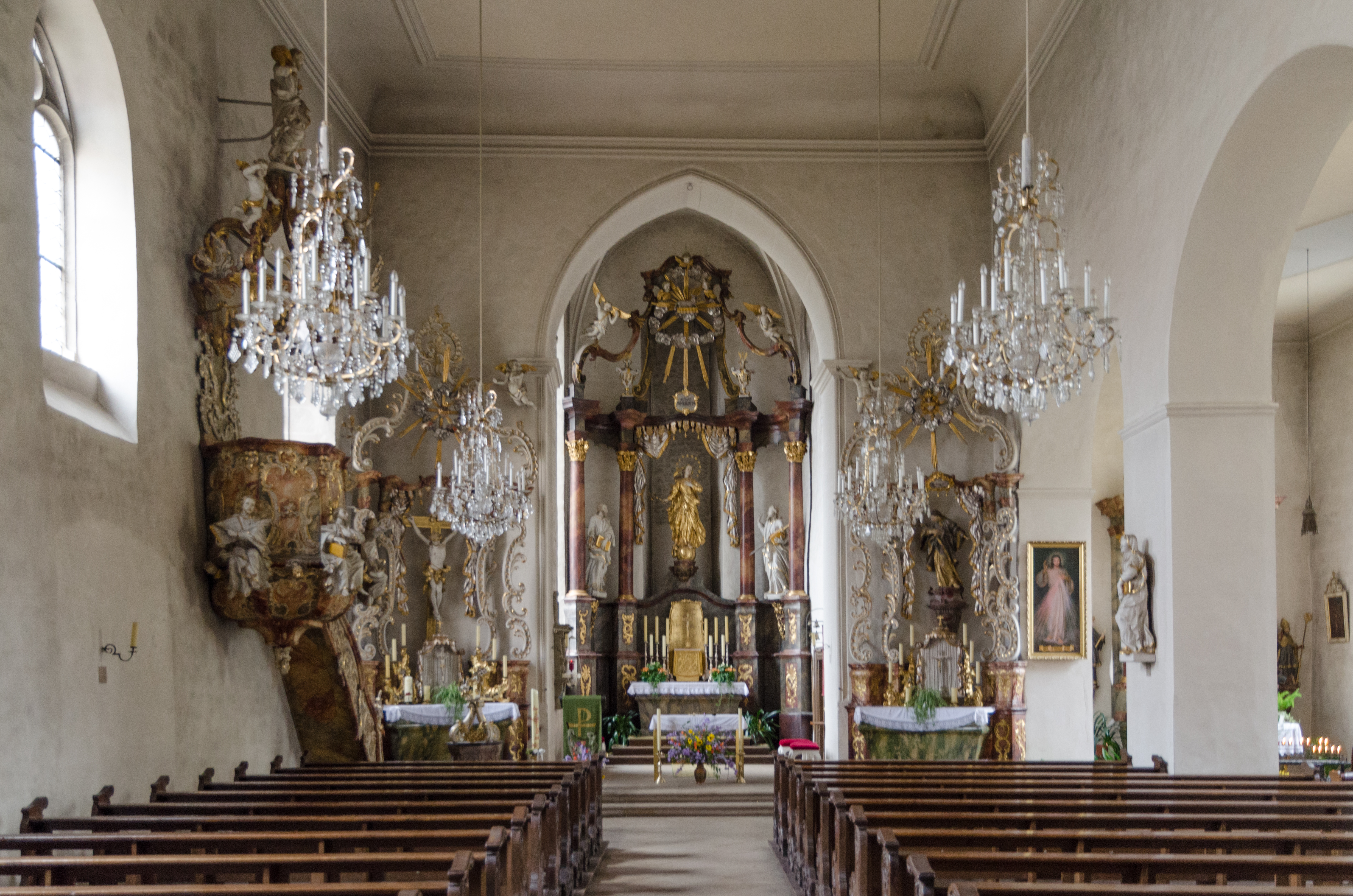
Innenraum der Kirche

Die römisch-katholische Pfarrkirche St. Kilian ist die Stadtkirche von Fladungen im unterfränkischen Landkreis Rhön-Grabfeld. Die Kirche gehört zu den Baudenkmälern von Fladungen und ist zusammen mit der Kirchhofmauer unter der Nummer D-6-73-123-21 in der Bayerischen Denkmalliste registriert. Fladungen ist Teil der Pfarreiengemeinschaft Nordheim-Fladungen.

## Geschichte
Die Grundmauern der Kirche sind mittelalterlich. In den Jahren 1657 bis 1659 wurde die Kirche erbaut. Dabei wurde südlich ein Seitenschiff angebaut.

## Beschreibung
Die Kirche besteht aus dem Langhaus mit dem südlichen Seitenschiff und dem östlichen Chorturm. Das Seitenschiff ist länger als das Hauptschiff und schließt mit dem Kirchturm ab. Der Kirchturm setzt sich aus dem rechteckigen Sockel und dem achteckigen Obergeschoss zusammen. Das Seitenschiff ist durch Rundbögen abgetrennt, der Chorbogen dagegen ist spitz. Die Kirche hat Spitzbogenfenster.

## Ausstattung
Die Altäre und die Kanzel sind Werke des Rokoko aus der Zeit um 1760. Am Hochaltar ist als zentrale Figur die Immaculata zu sehen. Sie wurde von Johann Jakob Keßler aus Königshofen geschaffen. An der Kanzel sind Figuren der vier Evangelisten angebracht.

## Orgel

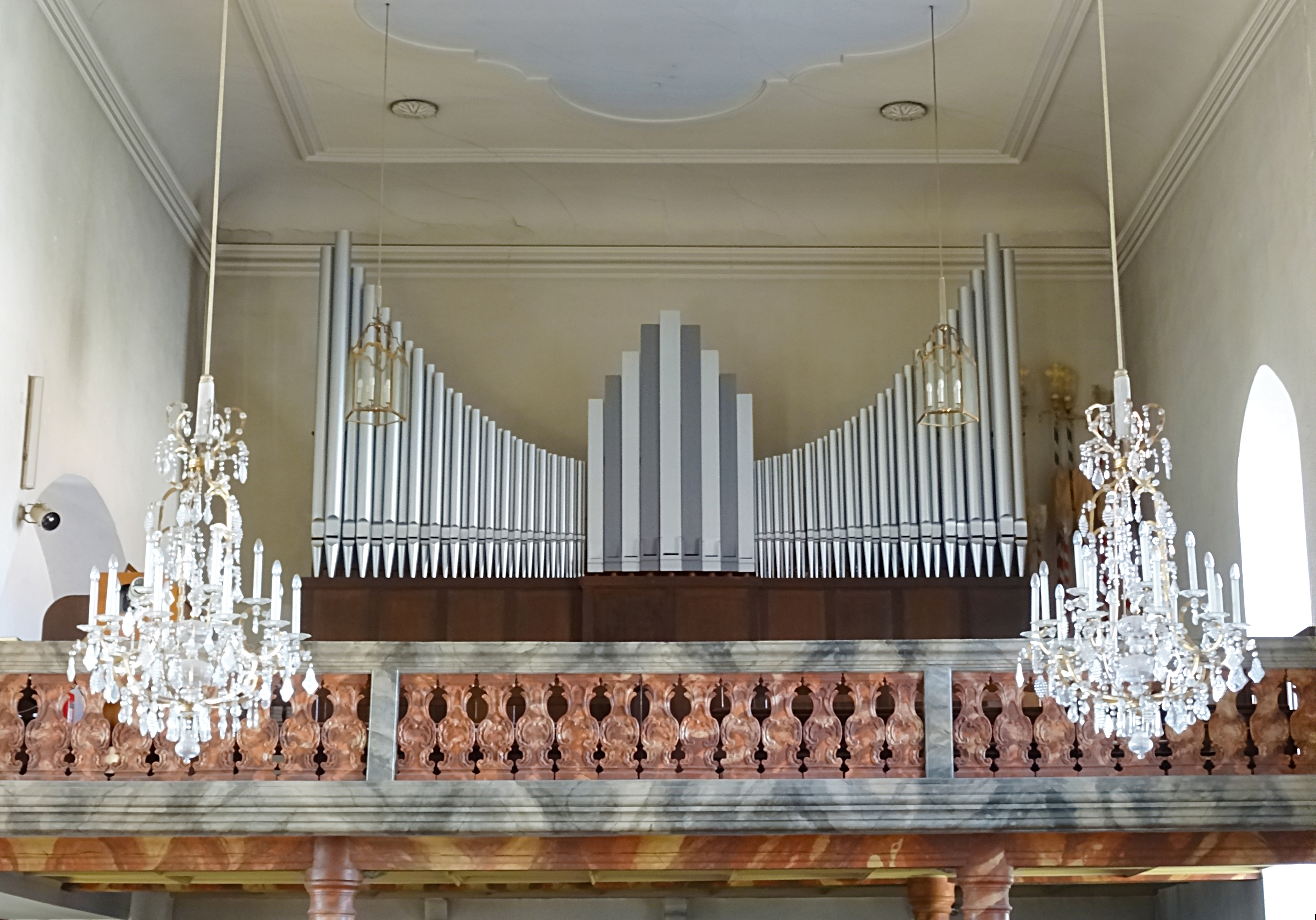
Die Klais-Orgel

Die Orgel mit 16 Registern auf zwei Manualen und Pedal wurde von Orgelbau Klais im Jahr 1951 neu gebaut. Die Disposition lautet:
| I Manual C–g3    |    |
| Principal        | 8′ |
| Lieblich Gedackt | 8′ |
| Blockflöte       | 4′ |
| Oktav            | 2′ |
| Mixtur III–IV    |    |
| Schalmey         | 8′ |

| II Manual C–g3  |       |
| Rohrflöte       | 8′    |
| Principal       | 4′    |
| Spitzflöte      | 2′    |
| Sesquialtera II | 1 ⁄3′ |
| Scharff III–IV  |       |

| Pedal C–f1   |     |
| Subbaß       | 16′ |
| Principalbaß | 8′  |
| Gedacktbaß   | 8′  |
| Choralbaß    | 4′  |
| Flachflöte   | 2′  |

- Koppeln: II/I, I/P, II/P, Suboktavkoppel II/I
- Spielhilfen: 2 freie Kombinationen, 1 freie Pedalkombination, Crescendo, Auslöser, Tutti
- Bemerkungen: Kegellade, elektropneumatische Spiel- und Registertraktur, freistehender Spieltisch, Freipfeifenprospekt

## Glocken
Die Kirche hat ein sechsstimmiges Geläut mit den Tönen dis′, fis′, gis′, h′, cis″, fis″, ein Parsifal-Motiv mit Erweiterung. Die Glocken 4, 5 und 6 wurden in den Jahren 1653, 1664 und 1665 von unbekannten Gießern in Fladungen und Würzburg gegossen. Die Glocken 1, 2 und 4 (dis – fis – h) goss die Glockengießerei Otto aus Bremen-Hemelingen im Jahr 1956.